# プリンス・G型エンジン
プリンス・G型エンジン（プリンス・Gがたエンジン）は、プリンス自動車工業が設計・開発・製造していた直列4気筒および直列6気筒のガソリンエンジンである。
日産自動車との合併後も「スカイライン」「ローレル」「グロリア」などに搭載され、1975年まで製造された。本項では、G型と共にその祖となったGA型・GB型エンジンについても解説を行う。

## 概要
エンジン名のうち「G」は単にプリンス社内で「ガソリンエンジン」を指す符号であったが、度重なるエンジン改良や名称変更、新型エンジンの開発などの転変とは無関係に、プリンス製の自動車用ガソリンエンジンの多くに共通符号として使用された。さらには日産自動車との合併後も、日産の既存エンジンに「G」を名乗る型式がなかったことから、数字付番を排気量とする当時の日産式ルールで改名されたうえで、旧プリンス系エンジンの型式として継承された（ただしこのルールは同じくプリンス系列のエンジンでも、スカイラインGT-R用S20型、御料車プリンスロイヤル用のW64型には適用されていない）。
大まかには、プリンスがガソリン自動車開発を開始した当時からの第一世代にあたるOHV4気筒系列（FG4A→GA・GB→G1・G2）、プリンス後期に開発された上級車種用のターンフローSOHC6気筒系列（G7/11）、日産合併直前に開発され、1970年代まで生産された第二世代のクロスフローSOHC4気筒系列（G15/16/18/20）の3グループに大別できる。
GA系4気筒エンジンの原型となったのは、1952年に開発されたFG4A型直列4気筒エンジン（OHV1.5リットル 45 PS）である。このエンジンは、当時の日本製小型車用エンジンとして最大級のものであった。
FG4A型は、プリンス自動車のエンジン部門等の前身となり後にたま自動車と合併した富士精密工業株式会社が、プリンスへの改名前のたま自動車の依頼によって開発したものである。基本構造は、たま自動車の実質的なオーナーであったブリヂストン創業者・石橋正二郎が私有していた「プジョー・202」（1938年発表）の1.2リットルエンジンを、富士精密の技術者がスケッチ・スケールアップすることで開発された。
FG4A型の系列にあたる各エンジンは、基本設計が古いことと、既存エンジンの拡大設計という出自から、その排気量に比して重量がかさむ欠点はあったが、日産への合併までプリンスの汎用主力エンジンとして乗用車・商用車の別なく広範に使用され、年々耐久性の高いエンジンへと改良された。
G7型6気筒エンジンは、メルセデス・ベンツが1951年から生産を開始した「220」「300」のSOHC直列6気筒エンジン（特に「220」搭載のM180シリーズエンジン）に影響を受けて開発された、上級車種用の高速型エンジンである。高級乗用車のグロリア向けに設計されたものであり、レース対応モデルのスカイラインGTへの転用はあったものの、グロリア派生車以外の商用車には使用されなかった。
4気筒エンジンもG15型以降は新設計のSOHCレイアウトが導入されたが、プリンスSOHCエンジン各種の出現時期はプリンス自動車と日産自動車の合併時期に重なってしまい、エンジン標準化や排出ガス対策の観点から同クラスの日産系量産エンジンへの置換えが進行して、1970年代中期までにラインナップから消滅した。

### GA型・GB型
どちらも行程は共通の84 mm。内径を変更することで排気量を1.5リットルクラスと1.9リットルクラスに適合させている。すべてOHV直列4気筒エンジンである。

#### GA30型
- 1,484 cc 内径×行程：75.0 mm×84.0 mm
  - 最高出力（グロス）60 PS/4,400 rpm
  - 最大トルク（グロス）10.75 kgf·m/3,200 rpm

1957年4月、初代スカイライン（ALSI型）誕生と共に登場。

#### GA4型
- 1,484 cc 内径×行程：75.0 mm×84.0 mm
  - 最高出力（グロス）70 PS/4,800 rpm
  - 最大トルク（グロス）11.5 kgf·m/3,600 rpm

1959年にGA30型を改良し70 PSに出力向上させたタイプ。

#### GB30型
- 1,862 cc 内径×行程：84.0 mm×84.0 mm
  - 最高出力（グロス）94 PS/4,800 rpm
  - 最大トルク（グロス）15.6 kgf·m/3,600 rpm

1958年10月、第5回全日本自動車ショウ（現・東京モーターショー）に出品された「スカイライン1900」に搭載。翌1959年2月に初代グロリア（BLSIP-1型）として市販された。

#### GB4型
- 1,862 cc 内径×行程：84.0 mm×84.0 mm
  - 最高出力（グロス）91 PS/4,800 rpm
  - 最大トルク（グロス）15.0 kgf·m/3,600 rpm

1961年、スカイラインに追加された「1900デラックス（BLSID-3型）」に搭載された。後に日本初のスペシャルティカーといわれる「スカイライン・スポーツ（BLRA-3型/R21B型）」にも搭載された。

### G型直列4気筒モデル

#### G1型

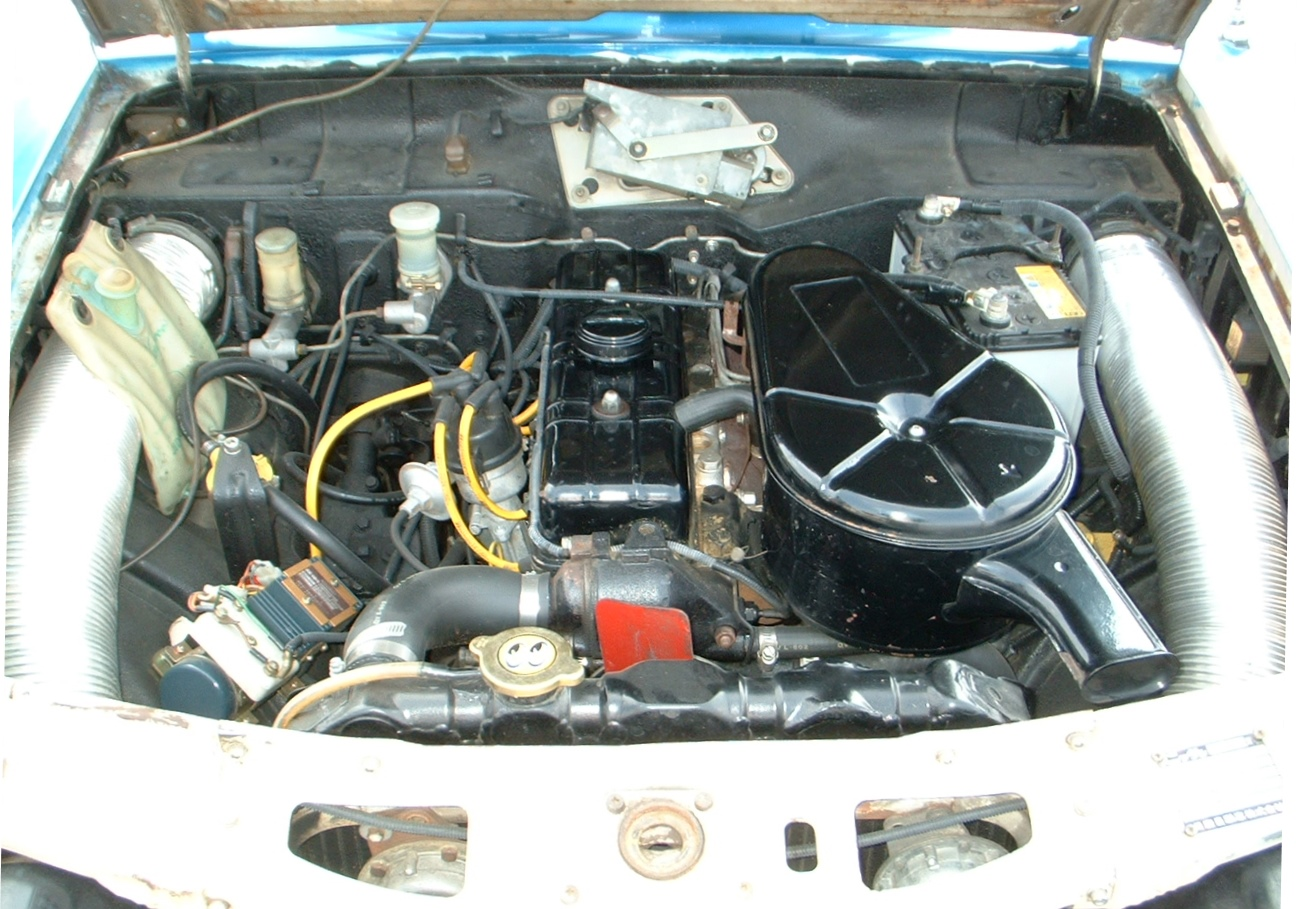
G1型エンジン

- 1,484 cc 内径×行程：75.0 mm×84.0 mm
  - 最高出力（グロス）70 PS/4,800 rpm
  - 最大トルク（グロス）11.5 kgf·m/3,600 rpm

2代目スカイライン前期型（S50D）に搭載された1.5リットル直列4気筒ターンフロー式OHVエンジン。材質の品質向上や金属の表面処理技術の改良による成果で4万km・2年間完全保証のメンテナンスフリーを謳う。エンジンヘッド部に封印を付けて頻繁なヘッド分解によるメンテナンスを要さない事をアピールした。

#### G2型
- 1,862 cc 内径×行程：84.0 mm×84.0 mm
  - 最高出力（グロス）91 PS/4,800 rpm
  - 最大トルク（グロス）15.0 kgf·m/3,600 rpm

GB4型の改良型。1962年9月発売の「スカイラインスーパー（S21D型）」に搭載された。

#### G15型
1967年、G1型をベースに内径・行程ならびに弁機構をOHVからロッカーアーム式SOHCに変更し2代目スカイライン後期型（S57D）に搭載。クランクジャーナルが5ベアリング仕様の高速型設計で、当時の日本製エンジンとしては特に進歩的なものであった。G1型よりも行程長を短くしたことで高速回転が可能かつ摩擦部分が減少しただけでなく、高張力ピストンリング、バルブオイルシールとともにオイル消費を軽減する働きがあった。また、アルミヘッドおよび多球形燃焼室の採用によって燃費の改善に貢献した。フューエルポンプに電磁ポンプを採用し、ベーパーロック現象、パーコレーションなどが起きにくいつくりとなった。
1968年に登場した3代目C10型にも引き続き搭載された。こちらは、各機構の細部を改善し、実用性、耐久性をさらに向上させたものである。大気汚染防止のため、リターン式ブローバイガス還元装置を取り付けた。ローレルと部品を共用化し、整備性を高めることにも繋がった。アイドルリミッター付気化器は1970年のハードトップ登場と同時に追加された。
1972年C110型にモデルチェンジの際にG16型に発展的解消をしている。

#### G16型
G18型をベースに、行程長をG15型と同じ長さにし、1.6リットルクラスに適合させたエンジン。大気汚染対策として新たに、燃料蒸発防止装置を採用した。4代目スカイライン前期型（C110）の1.6リットルモデルに搭載された。1975年5月のマイナーチェンジでL16型エンジンに変更となり消滅。

#### G18型
初代・2代目日産・ローレル（C30型・C130型）に搭載されたクロスフロー式SOHCエンジン。V型弁配置によって吸・排気効率を高め、高速時の円滑な駆動を実現するためにローラー式チェーンテンショナーを採用した。吸気加熱は温水で行われるため、ウォームアップ時間が短縮された。そのほかはG15型と同じである。スカイライン（C10型・C110型）にも搭載された。1971年のローレルのマイナーチェンジで出力とトルクが向上した。1975年にL18型への搭載変更により消滅。

#### G20型
- 1,990 cc 内径×行程：89.0 mm×80.0 mm
  - 2バレルシングルキャブレター仕様
    - 圧縮比8.3
    - 最高出力（グロス）110 PS/5,600 rpm
    - 最大トルク（グロス）16.5 kgf·m/3,200 rpm

  - SUツインキャブレターレギュラーガソリン仕様
    - 圧縮比8.3
    - 最高出力（グロス）120 PS/5,800 rpm
    - 最大トルク（グロス）17.0 kgf·m/3,600 rpm

  - SUツインキャブレターハイオクガソリン仕様
    - 圧縮比9.7
    - 最高出力（グロス）125 PS/5,800 rpm
    - 最大トルク（グロス）17.5 kgf·m/3,600 rpm

1970年に初代ローレル・ハードトップシリーズ（C30型）に搭載されて登場した。G18型をベースに内径を89 mmに拡大し2.0リットルクラスに適合させた。2バレルシングルキャブレター仕様・SUツインキャブレター仕様が設定された。年内には従来の有鉛ハイオクガソリン仕様のみのラインナップに加えて、レギュラーガソリン仕様が追加された。後に2代目ローレルにも搭載されたが、他のG型エンジンとともに1975年に排出ガス規制対策から生産中止となった。

### G型直列6気筒モデル

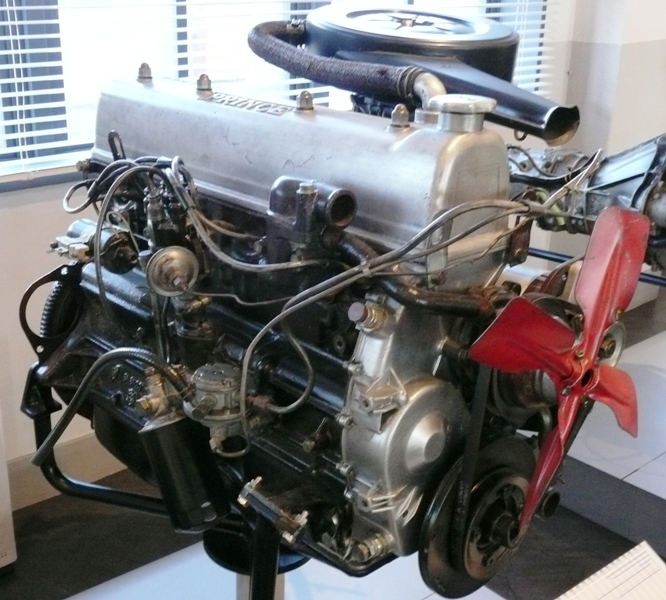
G7型エンジン

#### G7型
- 1,988 cc 内径×行程：75.0 mm×75.0 mm
  - 商用車仕様
    - 圧縮比8.3
    - 最高出力（グロス）100 PS/5,200 rpm
    - 最大トルク（グロス）15.4 kgf·m/3,600 rpm

  - 2バレル（4バレル）シングルキャブレター仕様
    - 圧縮比8.8
    - 最高出力（グロス）105 PS/5,200 rpm
    - 最大トルク（グロス）16.0 kgf·m/3,600 rpm

  - ウェーバー社製ダブルチョーク40DCOE3キャブレター仕様
    - 圧縮比9.3
    - 最高出力（グロス）125 PS/5,600 rpm
    - 最大トルク（グロス）17.0 kgf·m/4,400 rpm

1963年6月、2代目グロリアスーパー6（S41D-1型）に追加搭載されたエンジン。日本製量産乗用車初のSOHC直列6気筒エンジン。ターンフロー、4ベアリング仕様。シリンダーヘッドおよびブロックは鋳鉄製。1964年5月にはスカイラインGT（S54型）にも搭載されたほか、1967年登場の3代目グロリアのスーパーデラックス（PA30-QM型）とスーパー6（PA30型）にも継続採用された。グロリアバン・デラックスにも搭載されたが、出力とトルクを抑えている。
排気量を日本の小型車規格の2リットル以内に抑えつつ、多気筒高速型とすることで振動抑制と出力向上を狙い、また複雑になり過ぎないシングルキャブレター仕様でもG2型4気筒同等のトルクを確保しつつグロス100 PS超の出力を確保するなど、意欲的な設計となっている。基本的な耐久性やポテンシャルも高く、その性能を買われて、スカイラインGTにも車体側のスカットル延長という大工事を施して搭載された。
カムシャフトはタイミングチェーン駆動とされたが、クランクシャフトとカムシャフトをチェーン1本で結ぼうとすると長くなり過ぎ、当時の日本製チェーンの性能では全体の緩みによる磨耗劣化が看過できないレベルになった。やむを得ず途中にアイドラー・スプロケットを介したチェーン2段掛けで設計された。
2段掛け対策を施してもなおチェーンの磨耗による特性変化が大きく、テンショナーでの調整が難しかったため、一定の摩耗を前提に、製造時から走行1万km程度経過で慣らしが完了するような設定にするなど、当時の日本製チェーンの品質に多くの制約を受けたエンジンであった。

#### GR7B'型
- 1,988 cc 内径×行程：75.0 mm×75.0 mm

G7型エンジンをベースにSOHCクロスフロー式ヘッド（ヘミヘッド）に改造したレース用エンジンで最高出力180馬力以上。1965年 - 1966年のシーズンのみS54型スカイラインGTレース仕様のみに搭載されたが、レギュレーション改正のために再度G7型エンジンに変更をされてしまった。市販はされていない。

#### G11型
- 2,494 cc 内径×行程：84.0 mm×75.0 mm
  - 最高出力（グロス）130 PS/5,200 rpm
  - 最大トルク（グロス）20.0 kgf·m/3,200 rpm

1964年5月発売のグランドグロリア（S44P型）に搭載された直列6気筒ターンフロー式SOHCエンジン。G7型の拡大型で、4バレルキャブレターを搭載する。グランドグロリア以外には使用されなかった。

#### GR8型

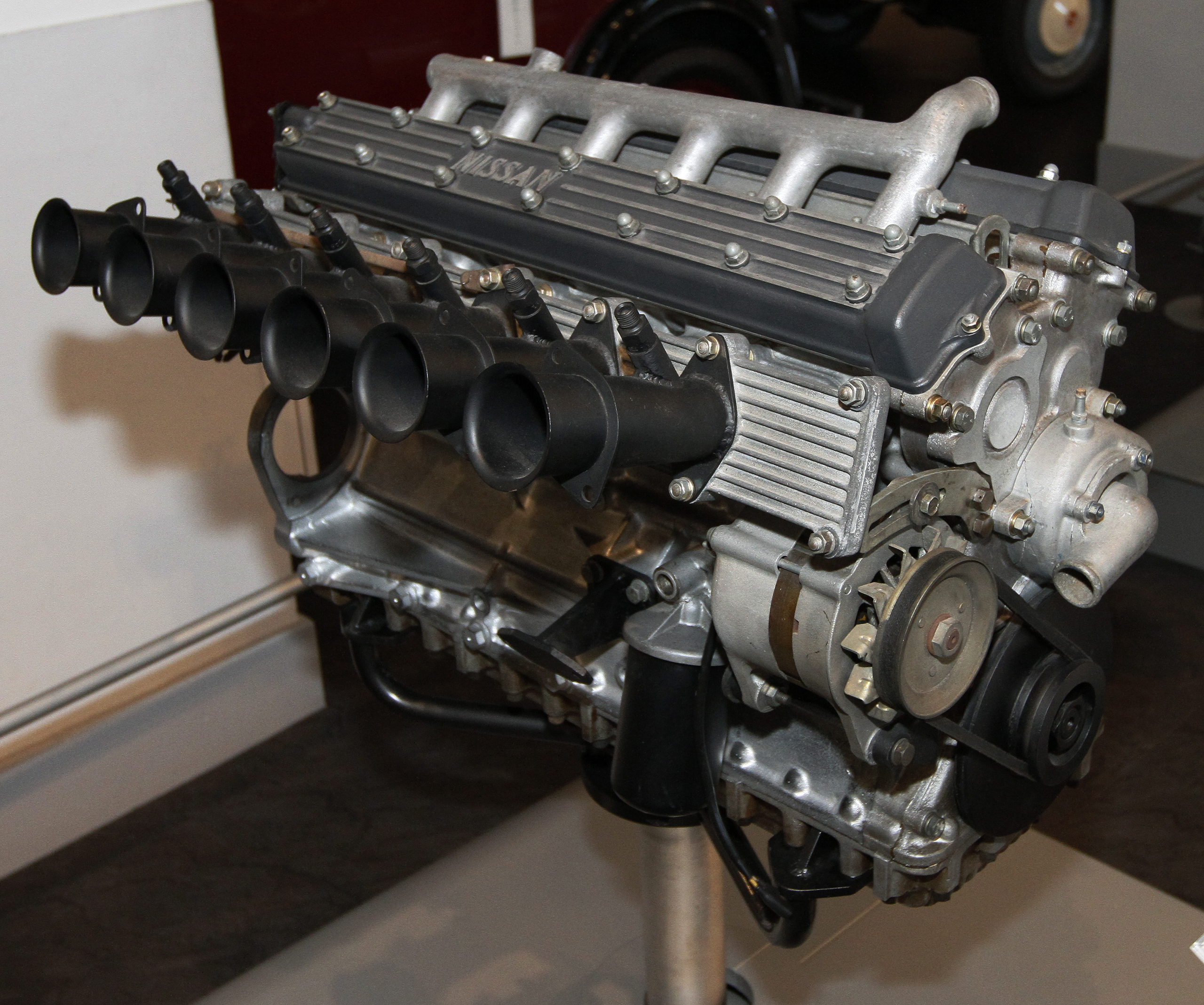
GR8型エンジン

- 1,996 cc 内径×行程：82.0 mm×63.0 mm

純競技車両プリンス・R380用のフルコンペティションエンジンであり、一般市販車用量産エンジンとの共通性はほとんどない。シリンダーはヘッドがアルミニウム合金製、ブロックが鋳鉄製で、ギアによるカム軸駆動の4バルブDOHC、7ベアリング、潤滑はドライサンプ方式が採用され、燃料供給システムは当初ウェーバー製42口径ホリゾンタルドラフト・ツインチョーク・加速ポンプ付きキャブレター三連装であったが、後にルーカス（Lucas）製の各気筒吸気マニフォールドへ高圧噴入する機械式フューエルインジェクションとなった。最高出力は初期に200馬力前後であったが末期には245馬力まで高められた。
これで得られたノウハウを基に乗用車用のセミコンペティションエンジンとして新規設計開発されたGR8B型が後のS20型であるが、設計上の相違は多岐にわたり、共通性はほとんどない。

## 搭載車種
- スカイライン
  - 初代（ALSI型） - 4代目（C110型）
- スカイウェイ
  - 初代（ALVG型）-2代目（V51型）
- マイラー
- クリッパー
- ホーマー
  - 初代（T640型）
- グロリア
  - 初代（BLSIP型） - 3代目（A30型）
- ローレル
  - 初代（C30型） - 2代目（C130型）
- R380